# 八莫
八莫，缅北华人称新街，緬甸北部克钦邦的重要貿易城市，是舊中印公路上的城市，為木姐到密支那路上唯一的大城。位于伊洛瓦底江岸，东距缅甸和中国边境65公里。明万历十三年（1585年）设蛮莫安抚司，后被猛密宣抚司同知思化占据，思化后人衎忠被缅甸势力驱逐，明朝将衎忠移至猛卯（今瑞丽市），清后改设猛卯安抚司。缅甸在驱逐思化家族势力后，于蛮莫另立土司。蛮莫土司在清缅战争时期曾短暂内附。清末薛福成出使英国期间，曾主张收回八莫水陆码头，未果。
此地原為一個山地部落，1945年中印公路打通後，正式成為一個重要的交流城。中印公路為本城的唯一聯外公路，也是重要國際通道。
八莫機場於1942年建成。